# 93e division d'infanterie (États-Unis)
Pour les articles homonymes, voir 93e division.
La 93e division d'infanterie américaine de l'US Army, surnommée Les casques bleus, à cause de son insigne, un casque Adrian, pour avoir servi avec les unités françaises lors de la Première Guerre mondiale.
La division fut réactivée le 15 mai 1942 et servit principalement sur le théâtre Pacifique pour être dissoute en 1945.

## Première Guerre mondiale
La 93e division d'infanterie américaine fut activée pour la première fois en 1917 lors de la Première Guerre mondiale à partir d'éléments de la Garde nationale. C'était une division d'arrière et composée uniquement d'Afro-Américains (Colored) et de Portoricains, et formée des :
- 185e brigade d'infanterie qui comprenait
  - le 369e régiment d'infanterie, les guerriers d'enfer de Harlem (The Harlem Hellfighters) qui étaient avant le 15e régiment de Garde nationale de New York;
  - le 370e régiment d'infanterie, les Diables noirs (The Black Devils) qui étaient le 8e régiment d'infanterie de la Garde nationale d'Illinois et qui fut décoré de la fourragère.
- 186e brigade d'infanterie qui comprenait
  - le 371e régiment d'infanterie ainsi que
  - le 372e régiment d'infanterie

confiés de juin à novembre 1918 à la 157e division d'infanterie Française, la Division Main rouge (Red Hand Division), du général Français Mariano Goybet

### Contexte
La division fut activée en décembre 1917 pour être envoyée combattre en France mais ne le fit jamais comme division entière, malgré les remarques de son commandant Roy Hoffman elle fut répartie dans des brigades françaises. Elle était armée de l'équipement français mais conservait son uniforme américain. Son nom dérivait donc du port du casque Adrian. 
L'A.E.F refusait de voir des Noirs combattre au côté des Blancs. Son incorporation en tant qu'unité combattante n'allait pas de soi pour la doctrine américaine : elle était prévue pour des travaux d'arrière et il fallut la mobilisation de personnalités comme William Du Bois et Asa Philip Randolph pour la mener en première ligne. Les accords franco-américains prévoyaient le transport à travers l'océan, l'équipement avec le 75, plus performant, la mitrailleuse Chauchat, le casque, les avions, le tout produit par la France, ce qui permettait une rationalisation de l'approvisionnement. En échange le commandement français demanda que les unités s'intègrent aux unités existantes, les pertes enregistrées seraient ainsi compensées, de plus le commandement français n'avait aucune réticence à faire combattre les troupes noires.

### Organisation
| Regiment                     | Du 1er au 21 juillet 1918 | Du 1er août au 23 octobre 1918      | Du 24 octobre au 11 novembre 1918 |
| ---------------------------- | ------------------------- | ----------------------------------- | --------------------------------- |
| 369e régiment d'infanterie : | IVe Armée                 | 161e division d'infanterie (France) | IVe Armée                         |
| 370e régiment d'infanterie : | IIe Armée                 | 26e division d'infanterie (France)  | Xe Armée                          |
| 371e régiment d'infanterie : | XIII Armée                | 157e division d'infanterie          | 2e armée française                |
| 372e régiment d'infanterie : | XIII Armée                | 157e division d'infanterie (France) | IIe Armée                         |

### Au combat
Les soldats furent bien accueillies par la troupe et firent preuve de nombreuses fois d'un grand courage. Une fourragère, de nombreuses citations et médailles leur furent décernés. 
Le caporal Freddie Stowers du 371e régiment, issu de la 93e Division, alors intégré dans la 157e division d'infanterie (France), Division Main rouge du général Français Mariano Goybet, s’illustra notamment le 28 septembre 1918, lors de l’assaut sur la Cote 188, dans le secteur de Champagne-Marne, dans le cadre de l’offensive générale alliée. Après avoir poussé ses hommes à l'assaut, il fut mortellement blessé durant la bataille. Il fut décoré de la Médaille d'honneur du congrès de la Première Guerre mondiale en 1991, 73 ans après sa mort.
Après la guerre, le gouvernement français décerna au 369e régiment d'infanterie la Croix de guerre. 171 d'entre eux ont également reçu des distinctions à titre individuel. Les soldats de ce régiment, dont environ 1500 périrent, combattirent 191 jours sur le front, plus que tout autre soldat américain. Les Allemands les surnommèrent les Harlem Hellfighters en raison de leur courage.
La division perdit 3 534 combattants, dont 467 morts.

## LaSeconde Guerre mondiale
La division est réactivée le 15 mai 1942. Après son organisation et son entraînement, elle est embarquée le 24 janvier 1944 pour participer à la campagne de Nouvelle-Guinée, notamment à la bataille de Bougainville, débarquant pour la campagne des îles de l'Amirauté. Elle fut sous les ordres de Charles Hall de mai à octobre 1942 puis de Fred Miller d'octobre à mai 1943 qui fut relevé par Raymond Lehman (mai 1943 à août 1944), lui-même par Harry Johnson (août 1944 à septembre 1945) pour finir par être commandée par Léonard Boyd de septembre 1945 jusqu'à sa dissolution le 3 février 1946. Elle acheva la guerre en pacifiant l'île de Morotaï et l'archipel de Halmahera.
Les soldats de cette unité accumulèrent au total une Distinguished Service Cross, une Army Distinguished Service Medal, cinq Silver stars, cinq legions of merit, seize médailles du soldat, 686 Bronze Stars et 27 AM[Quoi ?].

### Organisation
- 25e régiment d'infanterie,
- 368e régiment d'infanterie,
- 369e régiment d'infanterie,
- 593e bataillon d'artillerie de campagne,
- 596e bataillon d'artillerie de campagne,
- 318e bataillon du génie de combat,
- 318e bataillon médical,
- 93e troupe de reconnaissance,
- 93e compagnie de signalisation,
- 793e compagnie d'ordonnance,
- 93e section de police militaire.

## Opérations
- 1917
  - Novembre : Troisième bataille de l'Aisne
- 1918
  - Février-Mai : Seconde bataille de la Marne
  - Juillet : Offensive de l'Argonne
  - Juillet : Offensive Aisne-Oise
- 1944
  - Juin : campagne de Nouvelle-Guinée, bataille de Bougainville
  - Octobre : campagne des îles de l'Amirauté
- 1945
  - avril : bataille de Morotai
  - août : sécurisation de Morotai et des îles Halmahera.

## Galerie

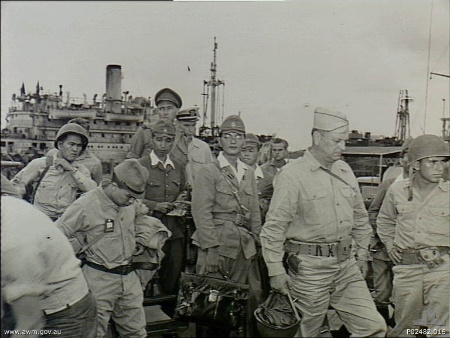
Officiers japonais se rendant à Morotai.
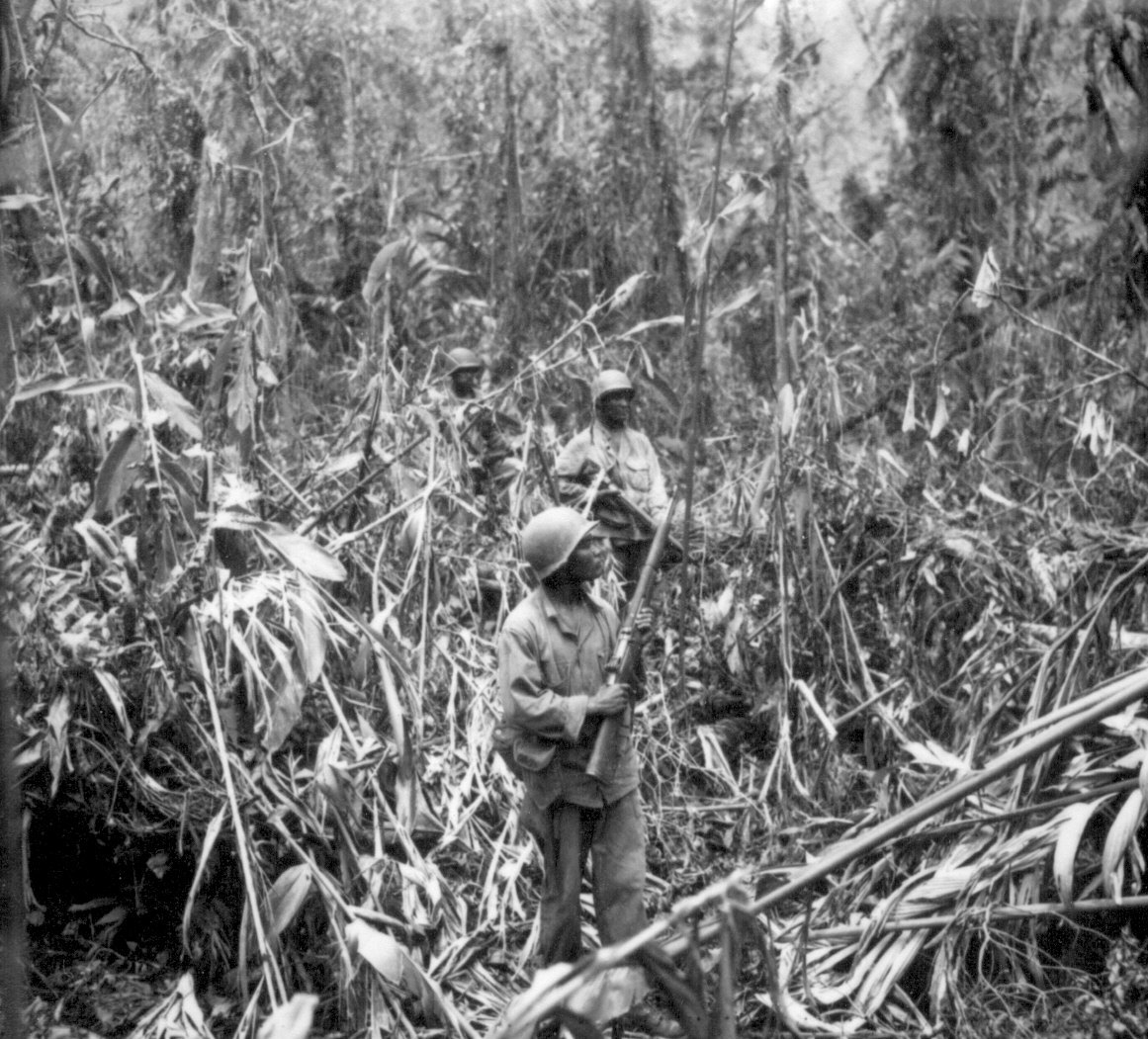
À Bougainville un fantassin de la 93e D.I.

## Honneurs
- Aux Morts des Armées de Champagne, monument français en reconnaissance de sa participation aux batailles de Champagne;
- Monument de Blanc Monts, monument américain commémorant le sacrifice des armées américaines.